# Konstantinápolyi felirat

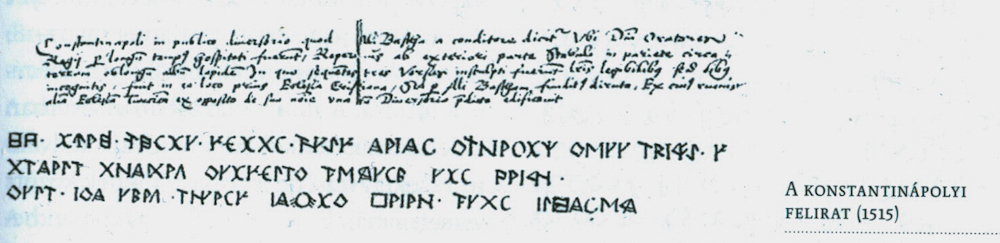
A Konstantinápolyi felirat Dernschwam naplójában

A Konstantinápolyi felirat vagy Isztambuli felirat a székely–magyar rovásírás egyik emléke. Dernschwam János 16. századi besztercebányai bányatisztviselő másolatából ismerjük, ugyanis Dernschwam kedvtelése a klasszikus, régi feliratok gyűjtése volt.

## Története
A feliratot Kedei Székely Tamás véste az isztambuli (konstantinápolyi) Követek Házának falába 1515-ben. Az épület azóta elpusztult egy 1865-ös tűzvészben, így egyedül a Dernschwam-másolat tanúskodik a felirat egykori létéről.
Kedei kíséretével együtt II. Ulászló magyar király utasítására érkezett diplomáciai ügyben II. Bajazid szultán udvarába, de időközben új uralkodó lépett trónra: I. Szelim. Szelim a hatalmat apja és rokonsága lemészárlásával foglalta el. El akarta kerülni azt, hogy tettéről más országok is tudomást szerezzenek, ezért többek közt a magyar követséget is visszatartotta. A Követek Házában őrizetbe vetette őket, és csak évek múltán térhettek haza Magyarországra. Kedei valószínűleg azért rovásírással írta meg rövid üzenetét, hogy csak az illetékesek értsék meg azt.

## Felfedezése és megfejtése
Dernschwam 1553 és 1555 között tett látogatást Kis-Ázsiába, szintén egy magyar követséggel, és szintén a Követek Házában vendégeskedett. Az összes általa felfedezett feliratokat gondosan lemásolta, akár értette azokat, vagy sem. A rovásírásos sorokat Dernschwam a naplója szerint az épülethez tartozó istálló külső részén, a fal alján egy, a falba épített fehér kövön fedezte fel. Halála után örököse mintegy kétezer kötetes könyvtárát, közte a törökországi feljegyzéseket a bécsi császári és királyi udvari könyvtárnak adta el, ahol a felirat másolata évszázadokon keresztül pihent.
A  20. század elején Franz Babinger átvizsgálta a Dernschwam-anyagot, hogy azt rendezze és kiadja. Megtalálta a törökországi felirat-másolatokat is, köztük a rovásírásossal. A felirat felkeltette az érdeklődését, ugyanis képtelen volt azt megfejteni. Csupán feltételezte, hogy az ótörök nyelvű, mivel az írásjegyek hasonlítottak a türk írás betűire.

Fényképet készített a háromsoros szövegről, s a másolatot elküldte a dán Vilhelm Thomsenhez, az ótörök, szibériai és mongóliai feliratok legendás szakértőjéhez. Thomsen magyarul is beszélt, valamint tagja volt az MTA-nak. Rövid idő alatt felismerte, hogy a felirat a rovásírás egyik emléke, és hamarosan átírta a szöveget a latin ábécével. Mivel a rovásírás nem volt a szakterülete része, segítséget kért Sebestyén Gyulától, a székely-magyar rovásbetűk híres kutatójától. A teljes megfejtés kettőjük közös munkája gyümölcseként született meg.
Sebestyén 1913-ban a Vasárnapi Ujságban hozta nyilvánosságra a „Konstantinápolyi Feliratot”', és az bekerült „A magyar rovásírás hiteles emlékei” című 1915-ös könyvébe is.

## A felirat

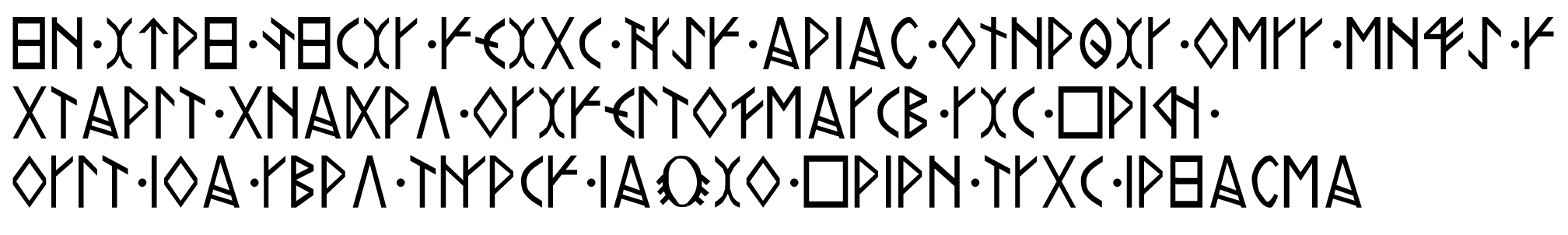
A konstantinápolyi felirat szövege legépelve. A többi rovásemléktől eltérő a szögletes z és cs jel, valamint a jobbról balra sorvezetés. A Szelimbök szóban szereplő mb jel capita dictionum, azaz bogárjel, egyike a két szövegben is használt bogárjeleknek. (A másik a bolgnai rovásnaptárban szerepel, szintén mb hangértékkel.)

A felirat három sorból áll, melyek szövege Sebestyén szerint:
Ennek hozzávetőleges értelme:

## Forrásművek
- Ruffy Péter: Bujdosó nyelvemlékeink. Móra Ferenc Könyvkiadó, Budapest, 1977. 2. kiad. ISBN 963-11-3319-2

## Külső webes hivatkozások
- Dr. Hosszú Gábor: Interjú a Magyar Katolikus Rádió Nyelvédesanyánk c. műsorában, szerkesztő: Gyarmathy Dóra. 2012. november 18. 15.00, a felvételen 13:50-nél kezdődik az interjú. (magyarul)
- Dr. Hosszú Gábor: A számítógépes paleográfia haszna. Interjú a Magyar Rádió Határok nélkül c. műsorában. 2012. július 10, az első 1:30 perc.[halott link] (magyarul)